# Pierre de Labriolle
Pour les autres membres de la famille, voir Champagne de Labriolle.
Pierre Champagne de Labriolle appelé Pierre de Labriolle, né le 18 juin 1874 à Asnières et mort le 28 décembre 1940 à Nantes, est un philologue, latiniste et historien français.

## Biographie
Issu d'une famille de la haute bourgeoisie, Pierre Champagne de Labriolle est né à Asnières (Seine) en 1874. Il s'oriente vers une carrière universitaire après avoir fait ses études chez les Jésuites puis à la Faculté des lettres de Paris. Agrégé de lettres dès 1895, il devint pensionnaire de la Fondation Thiers, puis accepta d'inaugurer la chaire de littérature française qui venait d'être créée à l'Université Laval de Montréal. Il y passa trois ans, de 1898 à 1901.
Rentré en France, il fut professeur de première au Collège Stanislas de 1901 à 1903, puis au lycée de Rennes de 1903 à 1904. Il publia à ce moment son Histoire de la littérature française.
C'est en 1904 qu'on lui proposa la chaire de langue et littérature latines à l'université de Fribourg. Il l'occupa jusqu'en 1918, sauf pendant les trois premières années de la Première Guerre mondiale où il avait été appelé à la direction d'un hôpital de Belfort ; il fut ensuite démobilisé pour reprendre sa chaire de Fribourg où venaient d'arriver les premiers internés français dont beaucoup désiraient continuer leurs études. À l'instar d'autres enseignants laïques français à Fribourg, victimes d'une dénonciation anonyme auprès du Saint-Siège en 1910, Pierre de Labriolle fut accusé de sillonnisme et de modernisme par des antimodernistes sous l'influence de Caspar Decurtins.
Attiré par la figure de Tertullien, il lui consacra plusieurs études. Tertullien le conduisit à l'étude du montanisme, et il consacra, en 1913, ses thèses à une étude exhaustive de cette crise qui ébranla l’Église du IIe siècle. Sa thèse complémentaire, Les sources de l'Histoire du montanisme, reçoit le prix Jules-Janin 1914 de l'Académie française (déjà décerné en 1908 pour Tertullien), et sa thèse principale, La Crise montaniste, le prix Saintour à l'Académie des inscriptions et belles-lettres. Ses thèses lui valurent en 1914 le titre de docteur ès lettres avec la mention très honorable.
Après la guerre, il quitta Fribourg, et se présenta à la chaire de littérature latine et d'institutions romaines de l'université de Poitiers. Il l'obtint et y resta jusqu'en 1926. Dès 1920, il publia, en le développant et le mettant au point, le cours de littérature qu'il avait donné à Fribourg, et ce fut son Histoire de la littérature latine chrétienne, qui obtint le prix Bordin 1921 de l'Académie française. Une seconde édition, enrichie et complétée, ainsi qu'une traduction anglaise parurent en 1921. Le 1er février 1928, Labriolle devenait maître de conférences, puis, en 1930, professeur de langue et littérature latines à la Faculté des lettres de Paris. Latiniste avant tout, mais aussi historien de la littérature chrétienne, il partagera son activité entre ces deux directions principales. En 1921, il publie une traduction de Juvénal dans la Collection Budé, qui eut une deuxième édition en 1931.
En même temps, Labriolle entama une étude approfondie des écrits de saint Augustin. Sa traduction des Confessions parue en 1925 et 1926 a fortement contribué à faire connaître du grand public cet ouvrage. Labriolle avait préparé en outre la traduction de deux livres de la Cité de Dieu, mais n'eut pas le temps de l'achever.
En 1934, il publia son livre qui est comme la contrepartie de son Histoire de la littérature latine chrétienne : La Réaction païenne, sous-titré Étude sur la polémique antichrétienne du Ier au VIe siècle, qui analyse la contre-offensive intellectuelle du paganisme contre le christianisme, depuis Celse jusqu'à Julien, et qui eut trois éditions en deux ans.
Il est élu le 6 mars 1936 à l'Académie des inscriptions et belles-lettres.
Politiquement, il est proche du cercle Fustel de Coulanges ; il assiste à quelques-uns de ses banquets et préside celui de 1937.

## Publications
- Un apologiste du IVe siècle, Lactance, Librairie de Montligeon, 1904
- Saint Vincent de Lérins, Paris, Bloud, 1905 (lire en ligne)
- Tertullien jurisconsulte, Paris, L. Larose et L. Tenin, 1906 (lire en ligne)
- Saint Ambroise, Paris, Bloud, 1908 (lire en ligne)
- La correspondance d'Ausone et de Paulin de Nole : avec une étude critique, des notes et un appendice sur la question du Christianisme d'Ausone, Paris, Bloud, 1910 (lire en ligne)
- La crise montaniste, Paris, Ernest Leroux, 1913 (lire en ligne)
- Les sources de l'histoire du montanisme,, Paris, Ernest Leroux, 1913 (lire en ligne)
- Histoire de la littérature latine chrétienne, Paris, Les Belles Lettres, 1920 (lire en ligne)
- Les Satires de Juvénal : Étude et Analyse, Paris, Mellottée, 1932 (lire en ligne)
- La Réaction païenne : étude sur la polémique antichrétienne du Ier au VIe siècle, Paris, L'Artisan du Livre, 1934 (lire en ligne)

## Traductions
- Tertullien, De la pénitence (De Poenitentia), Paris, A. Picard, 1906 (lire en ligne)
- Tertullien, De la pudicité (De Pudicitia), Paris, A. Picard, 1906 (lire en ligne)
- Tertullien, De la Prescription contre les hérétiques (De Praescriptione Haereticorum), Paris, A. Picard, 1907 (lire en ligne)
- Saint Jérôme, Vie de Paul de Thèbes et vie d'Hilarion, Paris, Bloud, 1907 (lire en ligne)
- Juvénal (trad. Pierre de Labriolle et François Villeneuve), Satires, Paris, Les Belles lettres, 1921
- Augustin d'Hippone, Les Confessions : Livres I-VIII, t. I, Paris, Les Belles lettres, 1925 (lire en ligne)
- Augustin d'Hippone, Les Confessions : Livres IX-XIII, t. II, Paris, Les Belles lettres, 1926 (lire en ligne)
- Tertullien, De spectaculis

## Distinctions
- Chevalier de la Légion d'honneur